# Дейтерування
Дейтерува́ння (рос. дейтерирование, англ. deuteration) — уведення в хімічну сполуку одного чи кількох атомів дейтерію. 
Окремим випадком є ізотопний обмін водню (дейтерообмін) шляхом гетеролітичного заміщення, що каталізується основами й підсилюється зі зростанням С–Н кислотності.